# Skeptics Apocalypse
Skeptics Apocalypse è il primo album in studio del gruppo speed metal statunitense Agent Steel, pubblicato nel 1985.

## Tracce
1. (The Calling) – 0:47
2. Agents of Steel – 3:04
3. Taken by Force – 2:30
4. Evil Eye/Evil Minds – 3:04
5. Bleed for the Godz – 3:28
6. Children of the Sun – 4:53
7. 144,000 Gone – 4:32
8. Guilty as Charged – 4:58
9. Back to Reign – 3:23
10. Calling 98 for Skeptics (Bonus Track) – 0:57
11. The Unexpected (Live) (Bonus Track) – 5:06

## Formazione
- John Cyriis - voce
- Juan Garcia - chitarra
- Kurt Kilfelt - chitarra
- George Robb - basso
- Chuck Profus - batteria